# Adromischus caryophyllaceus
Adromischus caryophyllaceus là một loài thực vật có hoa trong họ Crassulaceae. Loài này được (Burm.f.) Lem. miêu tả khoa học đầu tiên năm 1852.